# Lionel Murphy
Lionel Keith Murphy (30. kolovoza 1922. – 21. listopada 1986.), australski političar, Attorney-General u laburističkoj vladi Gouha Whitlama i sudac na Vrhovnom sudu Australije. 
Lionel Murphy je najviše poznat po svojoj službi kao Attorney-General, kada je u ožujku 1973. godine nenajavljeno posjetio Australian Security Intelligence Organisation (ASIO) i započeo čistku u toj organizaciji zbog tobožnje neefikasnosti u prikupljanju podataka o hrvatskim terorističkim grupama u Australiji, posebno nakon upada Bugojanske grupe od kojih su mnogi bili iz Australije. Murphy je bio zabrinut za najavljeni posjet Džemala Bijedića za 1974. godine. Whitlamova vlada je htjela pod svaku cijenu ugušiti očekivane proteste Hrvata, dok je Murphy bio izvršitelj tog nauma. Svojim potezom Murphy je uspio otkloniti desno nastrojene službenike i nakon toga je sljedila masovna hajka na Hrvate i hrvatske organizacije u Australiji. Nakon što se ukazalo prazno mjesto na klupi Vrhovog suda Australije 1975. godine, Whitlam je imenovao Lionela Murphya za sudca.

## Vanjske poveznice
- Raid on ASIO headquarters deeply regretted
- NSW Legislative Council Hansard  Arhivirana inačica izvorne stranice od 27. svibnja 2006. (Wayback Machine)
- Murphyism